# Maurits Morsink
Maurits Morsink (Rotterdam, 29 januari 1991) is een Nederlands para-triathleet met deelname aan de Paralympische spelen 2024. Morsink komt uit in de PTS2.

## Loopbaan
Morsink heeft spasme aan de rechterkant van zijn lichaam, wat zich vooral manifesteert in zijn arm en zij hand. Maar ook in zijn been heeft Morsink minder kracht. Hierdoor staat zijn voet een beetje scheef en zijn evenwicht is wat minder.
Als kind begon Morsink zijn sportcarrière als keeper bij Hockeyclub Rotterdam. Morsink doorliep alle jeugdelftallen en was actief als jeugdtrainer. Op zijn achttiende, toen hij begon met studeren en op kamers ging in Kralingen, verruilde hij hockey voor rugby bij de Rotterdamse studentenrugbyclub en kocht hij zijn eerste racefiets. Zijn huisgenoten gaven hem tijdens zijn studententijd op voor een paralympische talentendag. Er ging een wereld voor Morsink voor hem open en het kwam erop neer dat hij talent heeft voor wielrennen en hardlopen. Hierdoor vroeg de paralympische ploeg of Morsink wilde gaan wielrennen.
In dit paralympische ciruit ondekte Morsink uiteindelijk de triatlon. Dankzij zijn hockey- en rugbyachtergrond kon Morsink al hard rennen, de wielrenervaring zorgde ervoor dat hij sterk was op de fiets en met hulp van de bondscoach tratlon verbeterde Morsink zijn zwemprestaties. De stad waar Morsink opgroeide, Rotterdam zijn veel tratlontrainingen plaats in de stad. Op triatlongebied heeft Morsink veel gewonnen. Ook tijdens de kwalificatieperiode voor de Paralympische Spelen 2024 behaalde hij indrukwekkende resultaten: derde op het Wereldkampioenschap, een overwinning op een wereldseriewedstrijd, eerste op het Europese Kampioenschap en tweede in een wereldbeker. Deze prestaties zorgen ervoor dat Morsink niet meer buiten de top zes van de wereldranking kan vallen. Daarmee is hij verzekerdde van deelname in Parijs. 
Op zondag 1 september 2024 was dan de paralympische triatlon. Hierin ging Morsink, mede door moeite met de stroming van de Seine, zijn concurrenten laten gaan tijdens het zwemonderdeel, waar bijna een achterstand van zes minuten opliep, ging Morsink vol in de achtervolging. Op de fiets waren het de Fransman Jules Ribstein en Wim de Paepe uit België die samen met de Amerikanen Lahna en Barr voor de podiumplekken streden. Morsink keek na de 20 kilometer fietsen tegen een achterstand aan van drieënhalve minuut op het brons. Hij haalde in de eerste drie kilometer al twee minuten van die achterstand af en kreeg zicht op een medaille. Ribstein was de uiteindelijke winnaar gevolgd door Lahna en Barr uit Amerika. Morsink moest ondanks een goed looponderdeel genoegen nemen met een vierde plek, een minuut achter het brons. Langs de route wordt Morsink aangemoedigd door een supportersgroep van ongeveer vijftig mensen, bestaande uit collega’s vanuit Rotterdam Sportsupport, vrienden en (schoon)familie. Dit was ook de eerste wedstrijd waarbij zijn dochter aanwezig is. Tijdens de Paralympische Spelen 2024 was er ook dagenlang onduidelijkheid over de triatlon en het open water zwemmen. Uiteindelijk zijn alle evenementen doorgegaan, maar dat had wel de nodige gevolgen. Verschillende triatleten werden flink ziek en een enkeling belandde zelfs in het ziekenhuis.

## Palmares[1]

### PTS2
- 2016:  Wereldkampioenschap, Rotterdam - 01:24:49
- 2016:  Nederlands kampioenschap, Zwolle - 01:16:26
- 2017: 4e ITU World Series, Gold Coast - 01:15:27
- 2017:  ITU Wereldbeker, Besançon - 01:22:03
- 2017: 7e Europeeskampioenschap, Kitzbühel - 01:18:24
- 2017: 4e ITU World Series, Edmonton - 01:16:44
- 2017:  Nederlandskampioenschap, Zwolle - 01:19:36
- 2017:  Wereldkampioenschap, Rotterdam - 01:17:50
- 2018:  ITU Wereldbeker, Águilas - 01:12:53
- 2018:  ITU Wereldbeker, Dorney Lake - 01:08:50
- 2018:  Nederlandskampioenschap, Rotterdam - 01:10:41
- 2018:  ITU Wereldbeker, Besançon - 01:14:56
- 2018: 7e ITU World Series, Iseomeer/Franciacorta - 01:11:05
- 2018:  Europeeskampioenschap, Tartu - 01:07:55
- 2018:  ITU World Series, Edmonton - 01:09:29
- 2018: 5e Wereldkampioenschap, Gold Coast - 01:09:57
- 2019: 4e ITU World Series, Milaan - 01:08:42
- 2019:  Nederlandskampioenschap, Hoofddorp - 01:17:48
- 2019:  ITU World Series, Montréal - 01:10:33
- 2019:  ITU Wereldbeker, Magog - 01:10:46
- 2019:  Wereldkampioenschap, Lausanne - 01:14:36
- 2019:  ITU Wereldbeker, Banyoles - 01:11:21
- 2019: DNS Europeeskampioenschap, Valencia - DNS
- 2020:  Nederlandskampioenschap, Limburg - 01:08:29
- 2021:  ITU World Series, Yokohama - 01:10:08
- 2021:  ITU World Series, Leeds - 01:13:20
- 2021:  ITU Wereldbeker, Besançon - 01:15:59
- 2021: 5e Wereldkampioenschap, Abu Dhabi - 01:13:24
- 2022:  Europees kampioenschap, Olsztyn - 00:54:58
- 2022: 5e ITU World Series, Montréal - 01:13:52
- 2022: 5e ITU World Series, Swansea - 01:13:38
- 2022: 5e Wereldkampioenschap, Abu Dhabi - 01:15:00
- 2023:  Europees kampioenschap, Madrid - 01:03:34
- 2023:  ITU World Series, Montréal - 01:08:22
- 2023: 6e ITU World Series, Swansea - 00:36:16 (wielrennen werd overgeslagen)
- 2023:  ITU Wereldbeker, Parijs - 01:00:24
- 2023:  Nederlandskampioenschap, Roermond - 01:12:17
- 2023:  Wereldkampioenschap, Pontevedra - 01:06:46
- 2023:  ITU Wereldbeker, Málaga - 01:10:59
- 2024:  ITU Wolrd Series, Swansea - 01:09:52
- 2024: 4e Paralympische spelen, Parijs - 01:08:27